# Partido Verde (Suecia)
El Partido Verde (en sueco: Miljöpartiet; MP) oficialmente Partido Ambiental los Verdes (en sueco: Miljöpartiet de gröna) generalmente referido como Los Verdes, es un partido político basado en la política verde de Suecia. Fue fundado en 1981,  por un descontento con las políticas ambientales de los partidos existentes.
En las elecciones generales de 1988 obtuvieron escaños en el Riksdag, el parlamento sueco, por primera vez, siendo el primer partido nuevo en entrar al parlamento en setenta años. Tres años después, volvieron a caer y perdieron todos sus escaños. Sin embargo lograron regresar en las elecciones de 1994, y desde entonces han conservado la representación. El partido está representado a nivel nacional por dos portavoces, siempre un hombre y una mujer. Estos roles están actualmente ocupados por Per Bolund y Märta Stenevi.
Luego de las elecciones generales de 2014 y 2018, MP formó parte del gobierno liderado por los socialdemócratas. Esa fue la primera vez que MP entraron en el gobierno en su historia. Los Verdes abandonaron el gobierno después de que el presupuesto de 2022 de los partidos de oposición de derecha fuera aprobado y se desato la crisis del gobierno en Suecia de 2021.

## Ideología

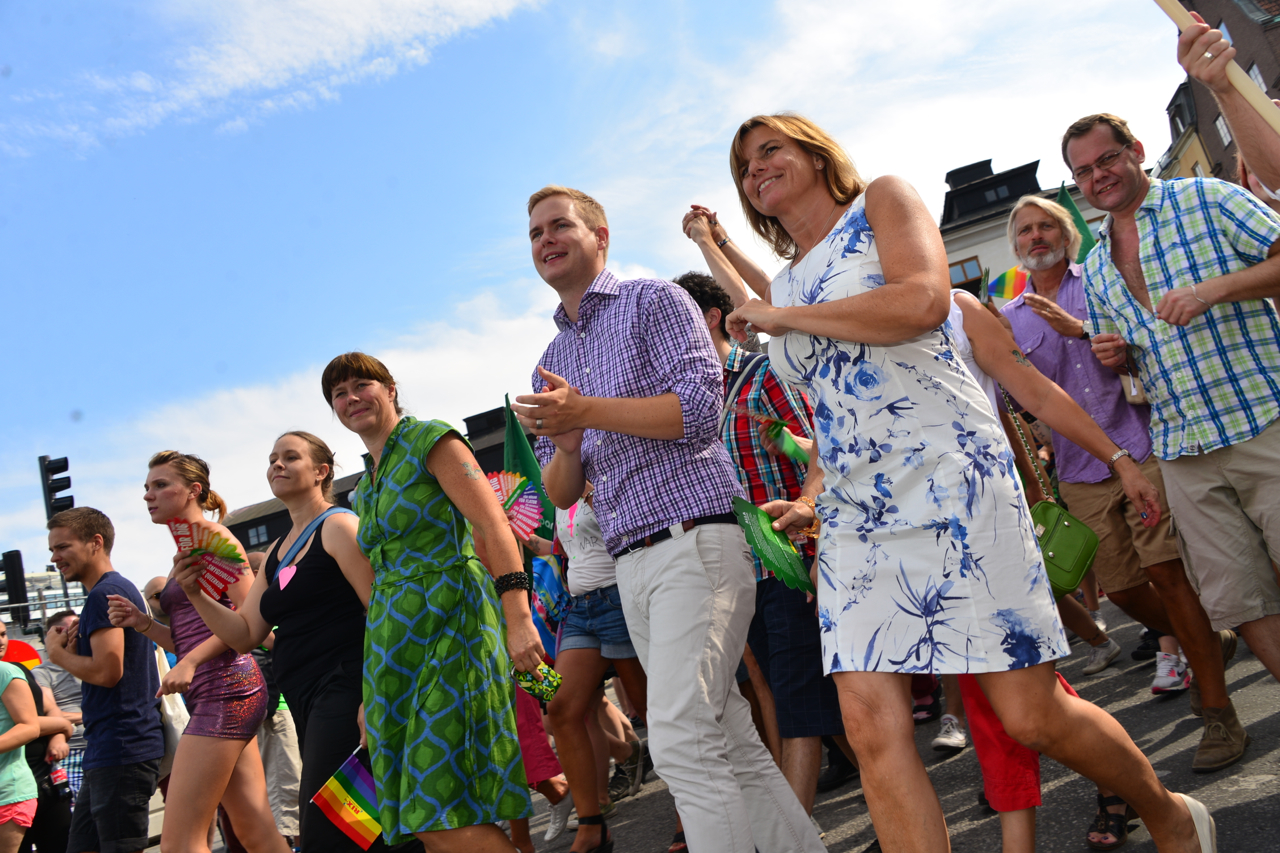
Miembros de los Verdes en 2014, durante una marcha del Día del Orgullo LGBT en Estocolmo. De izquierda a derecha: Maria Wetterstrand, Åsa Romson, Gustav Fridolin, Isabella Lövin, Ulf Holm.

En su plataforma, los Verdes describen su ideología como basada en una solidaridad que se puede expresar de la siguiente manera: solidaridad con los animales, la naturaleza y el sistema ecológico, solidaridad con las generaciones venideras y solidaridad con todos los pueblos del mundo.
La plataforma luego describe estas solidaridades expresadas en varias ideas fundamentales, que son la democracia participativa, la sabiduría ecológica, la justicia social, los derechos de los niños, la economía circular, la justicia global, la no violencia, la igualdad y el feminismo, la autosuficiencia y la autoadministración, la libertad y la visión de futuro. MP tiene sus raíces en los movimientos ecologistas, solidarios, por los derechos de las mujeres y por la paz.

### Cambio climático y medio ambiente
El Partido Verde fue el primer partido político de Suecia en plantear la cuestión del cambio climático. La lucha contra el cambio climático es un tema político importante para el partido. Por ejemplo, la principal crítica del partido hacia la derecha política es la falta de esfuerzo en la lucha contra el cambio climático. En 2013 el partido anunció una propuesta de presupuesto que estaba dominada por un paquete climático de 49 mil millones de coronas. El partido apoya un cambio general en la política tributaria, hacia altos impuestos sobre productos y actividades poco amigables con el medio ambiente o insostenibles, con la esperanza de influir así en el comportamiento de las personas hacia lo más sostenible.

### Energía nuclear
Los Verdes son antinuclear lo que fue un factor importante en la creación del partido. La plataforma del partido dice que se opone a la construcción de nuevos reactores nucleares en Suecia, o a un aumento en la producción de reactores existentes, y en su lugar apoya a comenzar la eliminación inmediatamente de la energía nuclear. Sin embargo en 2010 el partido aclaro que no propone cerrar los reactores de energía nuclear inmediatamente, sino eliminarlos gradualmente a medida que se introduce gradualmente la electricidad nueva y renovable.

### Unión Europea
El partido se opuso inicialmente a la membresía en la Unión Europea, y buscó un nuevo referéndum sobre el tema. La oposición del partido a la UE les capturó el 17% de los votos en las elecciones al Parlamento Europeo de 1995, las primeras después de la adhesión de Suecia a la UE. Los Verdes incluyeron la retirada de la UE en su plataforma de partido en 2006. Esta política fue abolida en un referéndum interno del partido en septiembre de 2008. Sin embargo, el partido sigue siendo algo euroescéptico.

## Resultados electorales

### Elecciones generales
|  | 1,5 % |

|  | 1,5 % |

|  | 5,5 % |

|  | 3,4 % |

|  | 5,0 % |

|  | 4,5 % |

|  | 4,6 % |

|  | 5,2 % |

|  | 7,3 % |

|  | 6,9 % |

|  | 4,4 % |

|  | 5,1 % |

## Liderazgo
Los Verdes, como muchos otros partidos verdes en todo el mundo, no tienen un líder de partido en el sentido tradicional. El partido está representado por dos portavoces, siempre un hombre y una mujer. Los portavoces actuales son Per Bolund y Märta Stenevi. Son elegidos anualmente por el congreso del partido, hasta un máximo de nueve mandatos consecutivos de un año.

### Portavoces

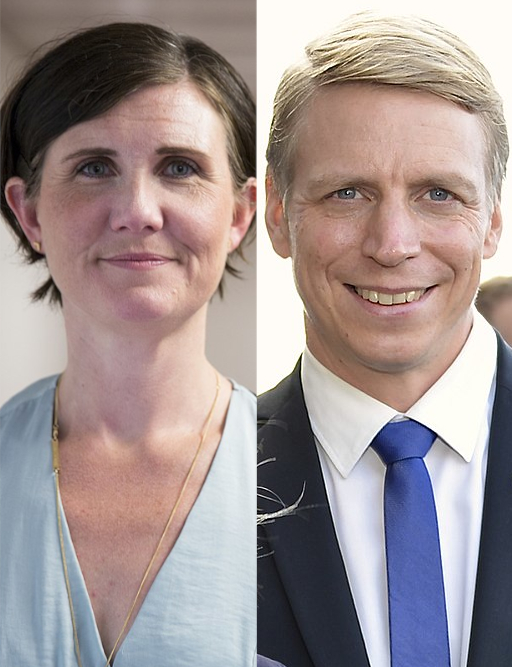
Märta Stenevi y Per Bolund, actuales portavoces del partido

- Ragnhild Pohanka y Pehr Gahrton (1984–1985)
- Ragnhild Pohanka y Birger Schlaug (1985–1986)
- Eva Goës y Birger Schlaug (1986–1986)
- Fiona Björling y Anders Nordin (1988–1990)
- Margareta Gisselberg y Jan Axelsson (1990–1991)
- Jan Axelsson (1991–1992)
- Marianne Samuelsson y Birger Schlaug (1992–1999)
- Lotta Nilsson Hedström y Birger Schlaug (1999–2000)
- Lotta Nilsson Hedström y Matz Hammarström (2000–2002)
- María Wetterstrand y Peter Eriksson (2002–2011)
- Åsa Romson y Gustav Fridolin (2011–2016)
- Isabella Lövin y Gustav Fridolin (2016–2019)
- Isabella Lövin y Per Bolund (2019–2021)
- Märta Stenevi y Per Bolund (desde 2021)